# UNI EN 13031

## Serre: progettazione e costruzione - Parte 1: serre per produzione commerciale
La parte 1 di questa norma tratta specificatamente delle serre per uso produttivo dove la presenza umana è limitata al personale autorizzato. Le altre parti di questo standard sono in preparazione e saranno relative alle serre dove l'accesso al pubblico è permesso (come ad esempio per i garden ed i centri espositivi e le piccole serre domestiche).
La norma detta le regole per il calcolo strutturale e la costruzione delle serre per la produzione. In particolare la norma specifica i principi ed i requisiti per la resistenza meccanica, la stabilità, il servizio e la durabilità a prescindere dai materiali, incluso le fondazioni, per la produzione professionale di piante e colture. La resistenza al fuoco non è trattata in questa normativa.
È basata sull'Eurocodice 1 e suoi successivi. 
Informazioni complementari sono incluse nella normativa per tenere conto di particolari requisiti, funzioni e forme che sono propri delle serre e che le differenziano dagli altri edifici ordinari. Fra questi ricordiamo la necessità di ottimizzare la trasmissione della radiazione solare per creare e mantenere un ambiente ottimale per la crescita delle piante e delle colture, ed ancora la necessità di supportare il peso crescente delle piante. Tutto ciò ha importanti implicazioni nella forma e nel calcolo strutturale delle serre ad uso commerciale. In particolare la norma prevede informazioni specifiche riguardanti la distribuzione dei carichi ed i criteri di accettabilità per le deformazioni e le tolleranze di montaggio. Questi sono giustificati in contrasto a quanto previsto per gli edifici normali, perché la presenza umana è ristretta al solo personale autorizzato.